# Formel-2-Saison 2009
Die Formel-2-Saison 2009 war erste Saison der wiederbelebten FIA-Formel-2-Meisterschaft. Die Saison begann am 31. Mai in Valencia und endete am 1. November in Barcelona. In der Rennserie gibt es im Gegensatz zu anderen Rennserien keine Teams. Die Chassis werden von Williams F1 hergestellt und heißen JPH1, benannt nach Jonathan Palmer, dem Direktor der Rennserie, und Patrick Head, leitender Ingenieur bei Williams F1. Beim vierten Rennwochenende in Brands Hatch kam es zu einem tragischen Zwischenfall: Henry Surtees wurde von einem Rad des Rennwagens von Jack Clarke am Kopf getroffen und verstarb am Abend im Krankenhaus.

## Sportliches Reglement
An jedem Rennwochenende gab es zwei 30-minütige Trainingssessions, zwei 30-minütige Qualifikationssessions und zwei 40-minütige (bzw. 110 km, je nachdem welches von beiden Kriterien zuerst erreicht wurde) Rennen. Beim zweiten Rennen war ein Boxenstopp verpflichtend, bei denen keine Reifenwechsel stattfanden. Der Fahrer musste während des Stopps einen Knopf drücken, der einen Zehn-Sekunden-Countdown auslöst. Nach Ablauf der zehn Sekunden durfte der Fahrer die Box wieder verlassen. Während des Stops durften die Mechaniker Änderungen am Auto durchführen. Wie in der Formel 1 erhielten auch in der Formel 2 die ersten acht Fahrer Punkte für das Rennen nach dem System: 10-8-6-5-4-3-2-1. Der Gesamtsieger der Serie gewann einen Formel-1-Test mit dem Williams-F1-Team. Außerdem erhielten die ersten drei Fahrer in der Gesamtwertung eine FIA Superlizenz, die zum Start in der Formel 1 berechtigt.

## Starterfeld
In der Formel 2 starten 25 Fahrer.
| Nr. | Fahrer                  | Rennwochenenden |
| --- | ----------------------- | --------------- |
| 2   | Sebastian Hohenthal     | 1–8             |
| 3   | Jolyon Palmer           | 1–8             |
| 4   | Julien Jousse           | 1–8             |
| 5   | Alex Brundle            | 1–8             |
| 6   | Armaan Ebrahim          | 1–8             |
| 7   | Henry Surtees1          | 1–4             |
| 8   | Tobias Hegewald         | 1–8             |
| 9   | Pietro Gandolfi         | 1–8             |
| 10  | Nicola de Marco         | 1–8             |
| 11  | Jack Clarke             | 1–8             |
| 12  | Robert Wickens          | 1–8             |
| 14  | Mirko Bortolotti        | 1–8             |
| 15  | Michail Aljoschin       | 1–8             |
| 16  | Edoardo Piscopo         | 1–7             |
| 17  | Carlos Iaconelli        | 1–7             |
| 18  | Natacha Gachnang        | 1–8             |
| 20  | Jens Höing              | 1–8             |
| 21  | Kazimieras Vasiliauskas | 1–8             |
| 22  | Andy Souček             | 1–8             |
| 23  | Henri Karjalainen       | 1–8             |
| 24  | Tom Gladdis             | 1–8             |
| 25  | Miloš Pavlović          | 1–8             |
| 27  | Germán Sánchez          | 1–8             |
| 31  | Jason Moore             | 1–8             |
| 33  | Philipp Eng             | 1–8             |
| 38  | Tristan Vautier         | 8               |
| 44  | Ollie Hancock           | 6–8             |

1 Henry Surtees verstarb beim vierten Saisonlauf in Brands Hatch.

## Rennkalender
| Nr. | Datum         | Rennstrecke       | Sieger                  | Zweiter                 | Dritter                 |
| --- | ------------- | ----------------- | ----------------------- | ----------------------- | ----------------------- |
| 1   | 31. Mai       | Valencia          | Robert Wickens          | Carlos Iaconelli        | Kazimieras Vasiliauskas |
| 2   | 31. Mai       | Valencia          | Robert Wickens          | Mirko Bortolotti        | Philipp Eng             |
| 3   | 21. Juni      | Brünn             | Mirko Bortolotti        | Michail Aljoschin       | Philipp Eng             |
| 4   | 21. Juni      | Brünn             | Andy Souček             | Julien Jousse           | Nicola de Marco         |
| 5   | 28. Juni      | Spa-Francorchamps | Tobias Hegewald         | Miloš Pavlović          | Julien Jousse           |
| 6   | 28. Juni      | Spa-Francorchamps | Tobias Hegewald         | Andy Souček             | Robert Wickens          |
| 7   | 19. Juli      | Brands Hatch      | Philipp Eng             | Andy Souček             | Henry Surtees           |
| 8   | 19. Juli      | Brands Hatch      | Andy Souček             | Robert Wickens          | Michail Aljoschin       |
| 9   | 16. August    | Donington Park    | Andy Souček             | Michail Aljoschin       | Tobias Hegewald         |
| 10  | 16. August    | Donington Park    | Julien Jousse           | Kazimieras Vasiliauskas | Mirko Bortolotti        |
| 11  | 6. September  | Oschersleben      | Andy Souček             | Mirko Bortolotti        | Kazimieras Vasiliauskas |
| 12  | 6. September  | Oschersleben      | Michail Aljoschin       | Andy Souček             | Julien Jousse           |
| 13  | 20. September | Imola             | Kazimieras Vasiliauskas | Mirko Bortolotti        | Andy Souček             |
| 14  | 20. September | Imola             | Andy Souček             | Robert Wickens          | Miloš Pavlović          |
| 15  | 1. November   | Barcelona         | Andy Souček             | Michail Aljoschin       | Tristan Vautier         |
| 16  | 1. November   | Barcelona         | Andy Souček             | Nicola de Marco         | Robert Wickens          |

## Fahrerwertung
| Pos. | Fahrer                  | Punkte |
| ---- | ----------------------- | ------ |
| 1.   | Andy Souček             | 115    |
| 2.   | Robert Wickens          | 64     |
| 3.   | Michail Aljoschin       | 59     |
| 4.   | Mirko Bortolotti        | 50     |
| 5.   | Julien Jousse           | 49     |
| 6.   | Tobias Hegewald         | 46     |
| 7.   | Kazimieras Vasiliauskas | 45     |
| 8.   | Philipp Eng             | 39     |
| 9.   | Miloš Pavlović          | 29     |

| Pos. | Fahrer              | Punkte |
| ---- | ------------------- | ------ |
| 10.  | Nicola de Marco     | 25     |
| 11.  | Carlos Iaconelli    | 21     |
| 12.  | Edoardo Piscopo     | 19     |
| 13.  | Tristan Vautier     | 9      |
| 14.  | Henry Surtees †     | 8      |
| 15.  | Henri Karjalainen   | 7      |
| 16.  | Sebastian Hohenthal | 7      |
| 17.  | Armaan Ebrahim      | 7      |
| 18.  | Jack Clarke         | 6      |

| Pos. | Fahrer           | Punkte |
| ---- | ---------------- | ------ |
| 19.  | Alex Brundle     | 5      |
| 20.  | Tom Gladdis      | 4      |
| 21.  | Jolyon Palmer    | 3      |
| 22.  | Jason Moore      | 3      |
| 23.  | Natacha Gachnang | 2      |
| 24.  | Germán Sánchez   | 2      |
| 25.  | Ollie Hancock    | 0      |
| 26.  | Jens Höing       | 0      |
| 27.  | Pietro Gandolfi  | 0      |